# Téglás Gábor (újságíró)

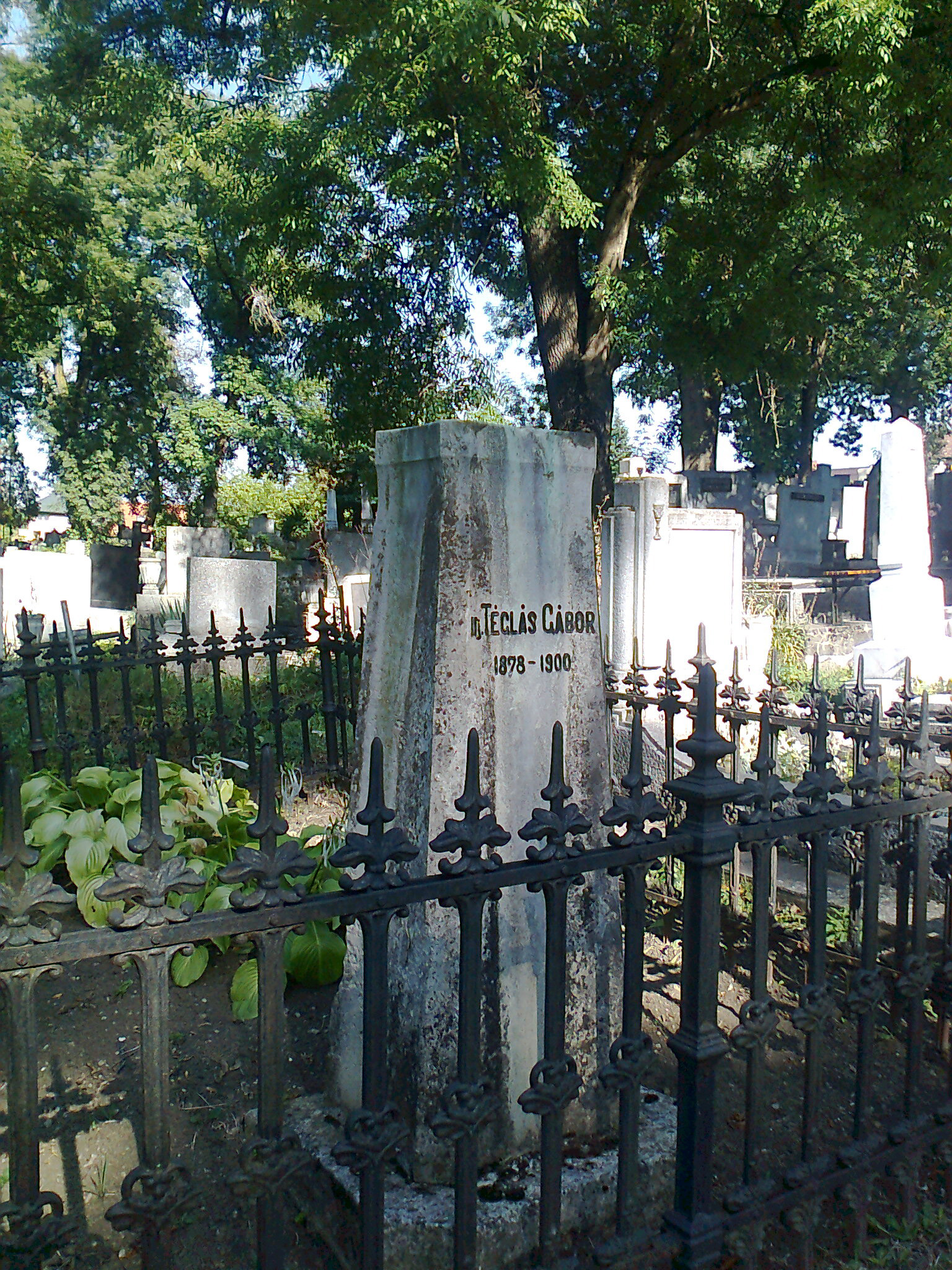
Sírja a Házsongárdi temetőben

Téglás Gábor (Déva, 1878. február 3. – Kolozsvár, 1900. február 25.) hírlapíró, Téglás Gábor régész, állami főreáliskolai igazgató fia, Téglás Géza bátyja.

## Élete
Középiskoláit 1895-ben Déván végezte; a jogot 1895-96-ban Budapesten és a következő években Kolozsvárt hallgatta, ahol a jogi alapvizsgákat letette.
Munkálatai a Kolozsvárban, Magyar Ujságban, a Hétben és az Erdélyi Múzeumban jelentek meg; a Magyar Polgárban (Tgl. jeggyel tárcái, csevegései; a lapnak segédszerkesztője is volt); az Ország-Világban (1895. rajzok, 1896. elbeszélés és Paul Marguerit regénye: Egy világfi története, ford., Petőné Szilveszter estéje, Didó báróné rajzok); az Erdélyben (1899. A szász-sebesi havasok, úti jegyzetek).
Csonttuberkulózisban hunyt el, Kolozsváron a Házsongárdi temetőben nyugszik. A művészvilágban is közkedvelt, „fehér szegfűs költőnek” nevezett fiatal sírjára kivételesen, még halála évében, 1900-ban felállították emlékművét. A műemléki védelem alatt álló síremlékről, melynek talapzatát Veress Zoltán festőművész tervezte, 2006-ban ellopták Veress Zoltánné leveldi Kozma Erzsébet (1879–1973) Téglás Gáborról mintázott büsztjét, már csak a sírtalapzat látható.

## Művei
- A holt költő emléke. Kolozsvár, (1894. Felolvasás Jósika Miklósról).
- Fehér szekfű. Hátrahagyott versei. Uo. 1900. (Ism. Székely Nemzet 87., 88. sz., Vasárnapi Ujság 23.).